# Colombine à front blanc
Henicophaps albifrons
Espèce
Statut de conservation UICN

 LC  : Préoccupation mineure
La Colombine à front blanc (Henicophaps albifrons) est une espèce d'oiseaux de la famille des Columbidae.

## Répartition
Elle est répandue à travers la Nouvelle-Guinée.

## Habitat
Elle habite les forêts sèches tropicales et subtropicales et les forêts humides tropicales et subtropicales de plaine.

## Sous-espèces
Selon Alan P. Peterson, cet oiseau est représenté par deux sous-espèces :
- Henicophaps albifrons albifrons Gray,GR 1862
- Henicophaps albifrons schlegeli (Rosenberg,HKB) 1866